# Super Hero Squad
Super Hero Squad (The Super Hero Squad Show) est une série télévisée d'animation américaine en 52 épisodes de 22 minutes produite par Marvel Animation. La diffusion de la série a débuté au Canada sur Teletoon le 13 septembre 2009 dans le bloc Action Force, puis Télétoon en français le 7 janvier 2010 dans le bloc Mission:Action sous le même titre. Elle a été diffusée aux États-Unis entre le 19 septembre 2009 et le 11 octobre 2011 sur Cartoon Network.
Elle est inspirée des figurines Marvel Super Hero Squad de Hasbro, reproduisant le style super deformed des comics Marvel.

## Synopsis

### Première saison
Le docteur Fatalis, dans sa guerre pour conquérir l'univers, a essayé de s'approprier l'épée de l'Infini qui a le pouvoir de changer la réalité. Il est arrêté par Iron Man, mais dans la bataille l'épée s'est brisée en plusieurs morceaux. Il crée donc une alliance composée de super-vilains de la Lethal Legion, de MODOK et de l'Abomination, afin de récupérer les morceaux dispersés de l'épée de l'Infini brisée. Chacun d'entre eux possède de dangereux pouvoirs. L'équipe de Fatalis inclut aussi les résidents de Villainville, laquelle a été séparée de Superhero City par une muraille géante érigée au début de la série. Une fois de plus, Iron Man, à la tête de la Super Hero Squad, composée de Hulk, le Faucon, le Surfer d'argent, Thor et Wolverine, va tenter de s'opposer à ses plans.
Chaque membre de l'équipe possède un domaine de compétence : Iron Man les technologies, Hulk la force, le Faucon la vitesse, le Surfer d'argent l'énergie, Thor les éléments et Wolverine la puissance animale.
Les super-héros ont installé leur base sur l'héliporteur du SHIELD et sont fréquemment assistés dans leur protection de la Superhero City par le Captain America, chef du SHIELD, miss Marvel, Reptil, et plusieurs autres.
À la fin de la première saison, l'épée de l'Infini est reforgée lorsque Galactus arrive pour dévorer la terre. Fatalis comprendra plus tard que l'Épée de l'Infini peut seulement être portée par quelqu'un portant le gant de l'Infini. Le Surfer d'argent rejoint Galactus et son héraut et quitte l'équipe avec l'épée de l'Infini en sa possession. Le lendemain de la bataille, Villainville est détruite et le docteur Fatalis et ses acolytes arrêtés.

### Deuxième saison
Une deuxième saison abordera l'intégration à la Super Hero Squad de la Sorcière Rouge en tant que nouveau membre et traversera différentes parties de l'univers Marvel, voyageant à travers la galaxie, les dimensions et le temps. Thanos sera un des principaux vilains et War Machine fera un possible retour. Cette saison expliquera aussi les débuts de Nova / Richard Rider, Captain Mar-Vell, l'Escadron suprême, Hercule, Zeus, Annihilus, Blackheart, Ghost Rider et miss Hulk

## Distribution

### Voix originales
- Charlie Adler : Captain Britain / docteur Fatalis / Le Fondeur / l'Homme-plante / Dents-de-sabre / Le Démolisseur / Super-Skrull / Doombots / Cynthia Von Fatalis / Phil Sheldon
- Carlos Alazraqui : Cyclope / Ringmaster / Captain Australia
- Shawn Ashmore : Iceberg
- Alimi Ballard : Le Faucon / Le Boulet
- Ted Biaselli : Helicarrier / Loki / l'Homme-taupe / Tricephalous / Terrax
- Steven Blum : Wolverine / Heimdall / Zabu / Abomination / Fin Fang Foom / Pyro / Thanos / Redwing
- Dave Boat : Thor / La Chose / Uatu / Le Piégeur / baron Mordo / la mère de Galactus / Captain Liechtenstein / John Porter
- A.J. Buckley : Batroc / Klaw / Le Crapaud
- Ty Burrell : Captain Marvel
- LeVar Burton : War Machine
- Antony Del Rio : Reptil
- Grey DeLisle : miss Marvel / Amora l'Enchanteresse
- Taye Diggs : La Panthère noire
- Robert Englund : Dormammu
- Nika Futterman : Captain Brazil
- Greg Grunberg : Henry Pym
- Mark Hamill : Crâne rouge / Chthon
- Jess Harnell : Odin / Dynamo pourpre / Hercule
- Lena Headey : La Veuve noire / Mystique
- Tricia Helfer : Sif
- Cheryl Hines : Stardust
- Lil' JJ : Luke Cage
- Mikey Kelley : Surfer d'argent / Daredevil
- Tom Kenny : Iron Man / Captain America / Colossus / Le Fléau / MODOK
- Wayne Knight : Tête-d'œuf
- Maurice LaMarche : Magnéto
- Stan Lee : le maire de Superhero City
- Jonathan Mankuta : docteur Flatman / Zzzax
- James Marsters : Mr Fantastique
- Scott Menville : Vif-Argent
- Candi Milo : Héra
- Jennifer Morrison : La Guêpe
- Julie Morrison : Songbird
- Tamera Mowry : Misty Knight
- Adrian Pasdar : Œil-de-Faucon
- Kevin Michael Richardson : Nick Fury / Scorpio
- Roger Rose : docteur Strange / Le Bulldozer
- Kevin Sorbo : Ka-Zar
- Kath Soucie : miss Hulk
- Ray Stevenson : Le Punisher
- Tara Strong : La Femme invisible / HERBIE / la Sorcière rouge / Brynnie Bratton / Princess Anelle / Toro / Alicia Masters / Holoball
- Cree Summer : Tornade
- George Takei : Galactus
- Michelle Trachtenberg : La Valkyrie
- Hynden Walch : Jean Grey
- Jim Ward : professeur Xavier
- Travis Willingham : Hulk / Iron Fist / La Torche humaine / Skurge l'exécuteur, Le Compresseur / Hyperion / Zeus

Source : Comics Continuum 

### Voix françaises
- Alexandre Gillet : Iron Man
- Céline Melloul : Miss Marvel
- Gilles Morvan : Hulk, Punisher
- Constantin Pappas : Thor
- Yoann Sover : Le Faucon
- Emmanuel Jacomy : Captain America
- Juan Llorca : Le Surfeur d'Argent
- Cédric Dumond : Wolverine
- José Luccioni : Docteur Fatalis
- Éric Métayer : MODOK, L'Homme-Taupe
- Géraldine Asselin : Tornade
- Christian Pélissier : Abomination
- Michel Vigné : La Chose, Thanos, Professeur X
- Axel Kiener : Œil de Faucon, Cyclope, Mr Fantastique
- Dimitri Rougeul : Reptile
- Vincent Violette : Le Démolisseur
- Sylvain Lemarié : Dormammu
- Christophe Peyroux : Luke Cage
- Mathias Kozlowski : Loki
- Laura Blanc : Sif
- Thierry Desroses : Nick Fury
- Laurent Morteau : L'Homme-Fourmi
- David Krüger : Captain Britain
- Ethel Houbiers : Captain Brazil
- Brigitte Virtudes : Screaming Mimi, Stardust
- Marc Perez : Docteur Strange, Magneto
- Bernard Alane : Baron Mordo, Tête d'Œuf
- Armelle Gallaud : Enchanteresse
- Boris Rehlinger : Ka-Zar, Colossus
- Olivia Luccioni : La Sorcière Rouge
- Vincent Grass : Crâne Rouge
- Michel Barbey : Chton
- Pascal Germain : Galactus
- Caroline Victoria : Miss Hulk
- Marc Alfos : Annihilus
- Véronique Borgias : princesse Anelle
- Odile Schmitt : Nebula

## Épisodes

### Première saison (2009-2010)
1. Y a-t-il un pilote dans… le squad ? (And Lo… A Pilot Shall Come!)
2. Le Surfeur du cosmos (This Silver, This Surfer!)
3. Hulk, du vert au gris (Hulk Talk Smack!)
4. L'Erreur est surhumaine (To Err is Superhuman!)
5. Dormammu le terrible ! (Enter: Dormammu!)
6. Une petite peste est parmi nous (A Brat Walks Among Us!)
7. Loki aide Fatalis ! (Oh Brother!)
8. L'Attaque du scorpion (From the Atom… It Rises!)
9. Une nuit dans le sanctuaire (Night in the Sanctorum!)
10. Docteur Pym à la rescousse ! (This Forest Green!)
11. Le faux-frère ! (O, Captain, My Captain!)
12. L'alliance de Thanos et Fatalis (If This Be My Thanos!)
13. L'attaque de la Veuve Noire (Deadly Is The Black Widow's Bite!)
14. MODOK tout-puissant ! (Tremble at the Might of… M.O.D.O.K.!)
15. Coup de foudre pour MODOK ! (Mental Organism Designed Only for Kisses!)
16. Iron Man contre Iron Menace ! (Invader From the Dark Dimension!)
17. Dynamo Pourpre affronte Iron Man (Tales of Suspense!)
18. Ka-Zar, roi de la jungle ! (Stranger From a Savage Land!)
19. Ringmaster débarque chez les X-Men ! (Mysterious Mayhem at Mutant High!)
20. Les éléctions (Election of Evil!)
21. La Sorcière Rouge et Vif-Argent ! (Hexed, Vexed and Perplexed!)
22. La fonte des glaces ! (The Ice Melt Cometh!)
23. Crâne Rouge pique une crise ! (Wrath of the Red Skull!)
24. La Maman de Fatalis ! (Mother of Fatalis!)
25. Galactus menace la Terre ! (Last Exit Before Doomsday!)
26. L'épée de l'Infini (This Al Dente Earth!)

### Deuxième saison (2010-2011)
1. La nouvelle ère du mal 1ère partie ! (Another Order of Evil, Part 1!)
2. La nouvelle ère du mal 2ème partie ! (Another Order of Evil, Part 2!)
3. La Sorcière Rouge s'en-va-t-en en guerre ! (World War Witch!)
4. La thérapie de Fatalis ! (Villainy Redux Syndrome!)
5. Fête des pères céleste (Support Your Local Sky-Father!)
6. Destruction par continuité (Whom Continuity Would Destroy!)
7. La fin du monde négatif (Double Negation at the World's End!)
8. Où est passé le Surfeur d'Argent ? (Alienating with the Surfer!)
9. La colère n'a pas de frontières ! (Blind Rage Knows No Color!)
10. L'abdication du Tout-Puissant (Lo, How the Mighty Hath Abdicated!)
11. De si jolies explosions ! (So Pretty When They Explode!)
12. L'invasion des Wolverine ! (Too Many Wolverines!)
13. Forfait beauté Fatalis ! (Pedicure and Facial of Doom!)
14. La fatalité du destin (Fate of Destiny!)
15. Les 6 contre l'infini ! Chapitre 1 : La ballade de Beta Ray Bill ! (The Ballad of Beta Ray Bill! (Six Against Infinity, Part 1)
16. Les 6 contre l'infini ! Chapitre 2 : Jours et nuits d'un avenir passé ! (Days, Nights, and Weekends of Future Past! (Six Against Infinity, Part 2)
17. Les 6 contre l'infini ! Chapitre 3 : Le monstrueux homme-chose ! (This Man-Thing, This Monster! (Six Against Infinity, Part 3)
18. Les 6 contre l'infini ! Chapitre 4 : Ma liberté pour un dino ! (The Devil Dinosaur You Say! (Six Against Infinity, Part 4)
19. Les 6 contre l'infini ! Chapitre 5 : Planète Hulk ! (Planet Hulk! (Six Against Infinity, Part 5)
20. Les 6 contre l'infini ! Chapitre 6 : Le 6 final ! (1602! (Six Against Infinity, Part 6)
21. Brouhaha jusqu'au bout du monde ! (Brouhaha at the World’s Bottom!)
22. L'homme impossible tente l'impossible ! (Missing: Impossible!)
23. La vengeance des Baby-Sitters ! (Revenge of the Baby Sat!)
24. Pique-nique dans la pierre d'âme ! (Soul Stone Picnic!)
25. Le Surfeur passe à l'action ! (When Strikes the Surfer!)
26. La (vraie) bataille finale ! (The Final Battle! ('Nuff Said!))

## Production
Mitch Schauer, créateur des Castors allumés sur Nickelodeon, est le superviseur et le character designer de la série. Matt Wayne en est le chef d'écriture. Parmi les autres auteurs, on compte Michael Ryan, Nicole Dubuc, Atul N. Rao, Eugene Son, James Krieg et Mark Hoffmeier. L'auteur-compositeur Parry Gripp a composé la chanson du générique. La série est produite par Alan Fine, Simon Philips, Eric Rollman, Joe Quesada et Stan Lee. Cort Lane en est le producteur superviseur.

## Sorties DVD
- États-Unis, 13 juillet 2010 : The Super Hero Squad Show: Quest For The Infinity Sword (volume 1) : 7 premiers épisodes - Shout! Factory
- Canada : The Super Hero Squad Show: Hero Up (volume 1) et The Super Hero Squad Show: Titanic Team Ups (volume 2) : 10 premiers épisodes - Vivendi Entertainment

## Bandes dessinées
Le 9 septembre 2009 est paru le premier comic Super Hero Squad basé sur la série télévisée.